# Теорема Стокса
Теорема Стокса — одна із основних теорем диференціальної геометрії і математичного аналізу. Названа іменем ірландського фізика Джорджа Габріеля Стокса.

## Узагальнена теорема
У термінах диференціальних форм теорема записується формулою
{\displaystyle \int _{\Omega }d\omega =\int _{\partial \Omega }\omega }
тобто інтеграл від зовнішнього диференціалу форми {\displaystyle \omega } по області {\displaystyle \Omega } дорівнює інтегралу від цієї форми по границі області. У одновимірному випадку твердження збігається з формулою Ньютона—Лейбніца. Випадок інтегрування по двомірній області називається формулою Гріна, по тривимірній області — формулою Остроградського.

## Класична теорема
Розглядається гладке (неперервно диференційовне) векторне поле {\displaystyle \mathbf {a} } в {\displaystyle n}-мірному просторі, в якому задана система координат {\displaystyle x^{1},x^{2},\dots x^{n}}. Якщо в цьому просторі заданий контур {\displaystyle L} (замкнута крива), на який натягнуто двомірний многовид {\displaystyle S}, то формула Стокса пов'язує циркуляцію векторного поля при обході всього контуру з інтегралом від ротора цього поля по двомірному многовиду:
{\displaystyle (1)\qquad \oint _{L}\mathbf {a} \cdot d\mathbf {l} =\iint _{S}{\text{rot}}\;\mathbf {a} \;d\sigma }
або в координатах:
{\displaystyle (1a)\qquad \oint _{L}a_{i}dx^{i}=\iint _{S}\sum _{i<j}(\nabla _{i}a_{j}-\nabla _{j}a_{i})\;d\sigma ^{ij}}
Окремо запишемо важливі часткові випадки цієї формули. Для випадку площини ({\displaystyle n=2}) ця формула називається формулою Гріна, її прийнято записувати в таких історичних позначеннях ({\displaystyle S} — є частиною площини, обмеженою контуром):
{\displaystyle (2)\qquad \oint _{L}Pdx+Qdy=\iint _{S}({\partial Q \over \partial x}-{\partial P \over \partial y})dxdy}
Для фізики, особливо електродинаміки і гідродинаміки, важливою є формула Стокса в тривимірному просторі. Розглядаємо декартову систему координат {\displaystyle Oxyz} з правою орієнтацією. Ротор вектора {\displaystyle \mathbf {a} =\{a_{x},a_{y},a_{z}\}} можна позначати вектором з координатами:
{\displaystyle ({\text{rot}}\;\mathbf {a} )_{x}=(\mathbf {\nabla } \times \mathbf {a} )_{x}=\nabla _{z}a_{y}-\nabla _{y}a_{z}=\partial _{z}a_{y}-\partial _{y}a_{z}}
{\displaystyle ({\text{rot}}\;\mathbf {a} )_{y}=\partial _{z}a_{x}-\partial _{x}a_{z}}
{\displaystyle ({\text{rot}}\;\mathbf {a} )_{z}=\partial _{x}a_{y}-\partial _{y}a_{x}}
Орієнтація елементарної площинки задається одиничним вектором нормалі {\displaystyle \mathbf {n} }. В цьому випадку формулу (1) можна записати через інтеграл по поверхні від скалярного добутку ротора і вектора нормалі:
{\displaystyle (3)\qquad \oint _{L}\mathbf {a} \cdot d\mathbf {l} =\iint _{S}({\text{rot}}\;\mathbf {a} \cdot \mathbf {n} )dS}
Також, можна записати для тривимірного випадку формулу (1a) у виді суми трьох інтегралів по проєкціям контуру:
{\displaystyle (4)\qquad \oint _{L}a_{x}dx+a_{y}dy+a_{z}dz=\iint (\partial _{x}a_{y}-\partial _{y}a_{x})dxdy+\iint (\partial _{y}a_{z}-\partial _{z}a_{y})dydz+\iint (\partial _{z}a_{x}-\partial _{x}a_{z})dxdz}

## Доведення
Спочатку обчислимо варіацію криволінійного інтеграла.
Розглянемо в {\displaystyle n}-мірному просторі криву {\displaystyle x^{i}=x^{i}(t)}, (параметр {\displaystyle t} пробігає значення від нуля до одиниці {\displaystyle t\in [0,1]}), що сполучає дві точки {\displaystyle P} (при {\displaystyle t=0}) і {\displaystyle Q} (при {\displaystyle t=1}). Будемо розглядати інтеграл вздовж кривої як функціонал {\displaystyle \Phi }, що залежить від кривої (крапкою зверху позначатимемо похідну по параметру {\displaystyle t}):
{\displaystyle (5)\qquad \Phi =\int _{P}^{Q}a_{i}dx^{i}=\int _{0}^{1}a_{i}{\dot {x}}^{i}dt}
Тепер розглянемо близьку криву {\displaystyle {\tilde {x}}^{i}=x^{i}+\delta x^{i}}, яка сполучає ті самі точки {\displaystyle P} і {\displaystyle Q}. Варіація кривої {\displaystyle \delta x^{i}=\delta x_{i}(t)} на кінцях перетворюється в нуль: {\displaystyle \delta x_{i}{\big |}_{t=0}=\delta x_{i}{\big |}_{t=1}=0}. Варіація функціоналу дорівнює:
{\displaystyle (6)\qquad \delta \Phi =\int _{0}^{1}\delta (a_{i}{\dot {x}}^{i})dt=\int _{0}^{1}\delta (a_{i}){\dot {x}}^{i}dt+\int _{0}^{1}a_{i}{d(\delta x_{i}) \over dt}dt}
В першому інтегралі компоненти векторного поля {\displaystyle a_{i}} залежать від координати точки кривої, яка варіюється (при незмінному параметрі {\displaystyle t}):
{\displaystyle \ a_{i}=a_{i}(x^{1}(t),x^{2}(t),\dots x^{n}(t))}
тому варіація векторного поля дорівнює:
{\displaystyle \delta a_{i}={\partial a^{i} \over \partial x^{j}}\delta x^{j}}
В другому інтегралі проведемо інтегрування частинами, і врахуємо, що варіація кінців нашої кривої дорівнює нулю:
{\displaystyle \int _{0}^{1}a_{i}{d(\delta x_{i}) \over dt}dt=a_{i}\delta x^{i}{\bigg |}_{0}^{1}-\int _{0}^{1}{da^{i} \over dt}\delta x^{i}dt=-\int _{0}^{1}{\partial a^{i} \over \partial x^{j}}{\dot {x}}^{j}\delta x^{i}dt}
Зібравши ці два інтеграла до купи, одержуємо:
{\displaystyle (7)\qquad \delta \Phi =\int _{0}^{1}{\partial a^{i} \over \partial x^{j}}({\dot {x}}^{i}\delta x^{j}-{\dot {x}}^{j}\delta x^{i})dt=\int _{0}^{1}{\partial a^{i} \over \partial x^{j}}d\sigma ^{ij}}
де введено позначення координат елементарної пощинки — антисиметричного тензора паралелограма між кривою і близькою до нею кривою:
{\displaystyle d\sigma ^{ij}=({\dot {x}}^{i}\delta x^{j}-{\dot {x}}^{j}\delta x^{i})dt=dx^{i}\delta x^{j}-dx^{j}\delta x^{i}}
Цей паралелограм побудований на векторах {\displaystyle dx^{i},\;\delta x^{i}}. Дві вершини цього паралелограма ({\displaystyle x^{i}(t),\;x^{i}(t+dt)}) лежать на оригінальній кривій. а дві інших ({\displaystyle {\tilde {x}}^{i}(t),\;{\tilde {x}}^{i}(t+dt)}) на близькій кривій.
Оскільки тензор {\displaystyle d\sigma ^{ij}} антисиметричний, то формулу (7) ми можемо записати так:
{\displaystyle (8)\qquad \delta \Phi =\int _{0}^{1}{\partial a^{i} \over \partial x^{j}}d\sigma ^{ij}=-\int _{0}^{1}{\partial a^{j} \over \partial x^{i}}d\sigma ^{ij}={1 \over 2}\int _{0}^{1}({\partial a^{i} \over \partial x^{j}}-{\partial a^{j} \over \partial x^{i}})d\sigma ^{ij}}
Згадуючи означення коваріантної похідної (див. Диференціальна геометрія), і враховуючи симетрію символів Крістофеля по нижніх індексах, маємо:
{\displaystyle {\partial a^{i} \over \partial x^{j}}-{\partial a^{j} \over \partial x^{i}}=(\partial _{j}a_{i}-\Gamma _{ji}^{k}a_{k})-(\partial _{i}a_{j}-\Gamma _{ij}^{k}a_{k})=\nabla _{j}a_{i}-\nabla _{i}a_{j}}
Далі, в останньому інтегралі формули (8) доданки ненульові тільки тоді, коли індекси різні ({\displaystyle i\neq j}), причому для кожного доданка в сумі існує рівний йому за величиною доданок з переставленими індексами. Отже ми можемо залишити в сумі тільки половину доданків з неповторними парами індексів, і одночасно прибрати множник {\displaystyle 1 \over 2}.
{\displaystyle (9)\qquad \delta \Phi =\int _{0}^{1}\sum _{i<j}(\nabla _{j}a_{i}-\nabla _{i}a_{j})d\sigma ^{ij}}
Тепер, маючи формулу (9) для варіації криволінійного інтеграла, уже легко доводити теорему Стокса.
На замкнутому контурі {\displaystyle L} візьмемо дві точки (не обов'язково різні, як це буде слідувати з подальших міркувань) {\displaystyle P} і {\displaystyle Q}. Контур розіб'ється на дві різні криві {\displaystyle L_{1}} i {\displaystyle L_{2}}, що сполучають ці точки. Виберемо напрям на обох кривих від точки {\displaystyle P} до точки {\displaystyle Q}. Тоді символічно можна записати:
{\displaystyle L=L_{1}-L_{2}}
і контурний інтеграл можна записати у вигляді різниці.
{\displaystyle (10)\qquad \oint _{L}a_{i}dx^{i}=\int _{L_{1}}a_{i}dx^{i}-\int _{L_{2}}a_{i}dx^{i}=\Phi (L_{1})-\Phi (L_{2})}
Тепер розглянемо двомірний многовид {\displaystyle S}, натягнутий на даний контур. Ми можемо розглядати плавну деформацію кривої на {\displaystyle S}, почавши з кривої {\displaystyle L_{2}}, і закінчуючи кривою {\displaystyle L_{1}} (проміжні положення деформованої кривої нагадують густий пучок меридіанів, що сполучають Північний і Південний полюси на карті Східної чи Західної півкулі Землі). Різницю функціоналів у формулі (10) ми можемо записати у вигляді інтеграла за формулою Ньютона-Лейбніца:
{\displaystyle (11)\qquad \Phi (L_{1})-\Phi (L_{2})=\int _{L_{2}}^{L_{1}}\delta \Phi =\iint _{S}\sum _{i<j}(\nabla _{j}a_{i}-\nabla _{i}a_{j})d\sigma ^{ij}}
Порівняння формул (10) і (11) завершує доведення теореми Стокса.